# Mukaria nigra
Mukaria nigra är en insektsart som beskrevs av Kuoh 1983. Mukaria nigra ingår i släktet Mukaria och familjen dvärgstritar. Inga underarter finns listade i Catalogue of Life.